# Тайняшевский сельсовет
Тайняшевский сельсовет — муниципальное образование в Чекмагушевском районе Башкортостана.
Согласно «Закону о границах, статусе и административных центрах муниципальных образований в Республике Башкортостан» имеет статус сельского поселения.

## Состав
с. Тайняшево,
с. Ахметово,
с. Старобалаково,
с. Каран,
д. Сары-Айгыр.

## Население
| 2002  | 2009  | 2010  | 2012  | 2013  | 2014  | 2015  |
| ----- | ----- | ----- | ----- | ----- | ----- | ----- |
| 1363  | ↘1314 | ↘1214 | ↘1176 | ↘1166 | ↘1142 | ↘1118 |
| 2016  | 2017  | 2018  |       |       |       |       |
| ↘1060 | ↘1046 | ↗1051 |       |       |       |       |